# لوسون دونكان
لوسون دونكان (بالإنجليزية: Lawson Duncan)‏ مواليد 26 أكتوبر 1964 في آشفيل، هو لاعب كرة مضرب أمريكي سابق بدأ مسيرته كمحترف سنة 1984 وكان يلعب باليد اليمنى، اعتزل اللعب في 1991. أعلى تصنيف له في الفردي كان المركز الـ 47 في سنة 1985. أعلى تصنيف له في الزوجي كان المركز الـ 182 في سنة 1987.

## روابط خارجية
- لوسون دونكان على موقع رابطة محترفي التنس (الإنجليزية)
- لوسون دونكان على موقع الاتحاد الدولي لكرة المضرب (الإنجليزية)
- لوسون دونكان على موقع خلاصة التنس.كوم (الإنجليزية)